# 笠井村
笠井村（かさいむら）は、かつて石川県河北郡にあった村。

## 地理
現在の津幡町中央部に位置し、県森林公園がある。
- 河川：津幡川

## 沿革
- 1889年（明治22年）4月1日 - 町村制の施行により、倉見村、杉瀬村、岩崎村、田屋村、七黒村、鳥越村及び宮田村の区域をもって、笠井村が発足する。
- 1898年（明治31年）11月1日 - 北陸線（北陸本線）の金沢駅から高岡駅までが開業、杉瀬の地内を通過する。
- 1907年（明治40年）8月10日 - 笠井村及び笠野村が合併して、笠谷村が発足する。